# Nidhogg (Les Mondes de Thorgal)
Nidhogg est le septième et dernier tome de la série de bande dessinée Les Mondes de Thorgal - Louve, dont le scénario est écrit par Yann et les dessins et couleurs réalisés par Roman Surzhenko. L'album fait partie d'une série parallèle (Les Mondes de Thorgal) qui suit les aventures de personnages marquants de la série Thorgal. La couverture est de Grzegorz Rosiński, le dessinateur de la série originelle.
Il sort le 7 avril 2017 en Belgique, et le 19 avril en Pologne.

## Synopsis
Louve et Tjahzi essayent de convaincre le serpent Nidhogg de se joindre à leur cause, mais ne réussissent pas, bien au contraire : Nidhogg a toujours voulu créer le chaos et va donc vouloir aider les Alfes noirs.
Vigrid, qui pense avoir compris ce que Frigg attend de lui, demande de l'aide aux Alfes lumineux, qui extraient Louve et Tjahzi de l'entre-deux-mondes pour les ramener à Midgard.
Grâce à Azzalepstön, les Alfes noirs sont parvenus à faire forger aux nains des haches faites en métal qui n'existe pas. 
Louve est capturée et conduite dans les souterrains où elle est rejointe par Aaricia, captive d'Azzalepstön qui compte la sacrifier pour punir Louve.
Les Alfes noirs commencent à trancher les racines de l'arbre Yggdrasil qui, cette fois, ne repoussent pas. L'arbre vacille. 
Soudain, le serpent Nidhogg, gardien de l'arbre, apparaît et une courte bataille s'ensuit. Aaricia capture la reine Lolth et ordonne aux Alfes noirs de se retirer dans leurs souterrains. L'arbre Yggdrasil étant fragilisé, Nidhogg s'enroule autour des racines pour le soutenir.
Une nuit, la déesse Frigg emmène Aaricia auprès du serpent Nidhogg qui n'est autre que Vigrid. Elle l'a chargée de lui faire savoir que son sacrifice lui permettra de revenir à Asgard, une fois que le vrai Nidhogg aura terminé son exil dans 987 ans.
Aaricia pardonne à Vigrid ses erreurs. Il pleure et ses larmes, en tombant sur les racines d'Yggdrasil, les font repousser.

## Publications
- Le Lombard, avril 2017  (ISBN 978-2803671052)

## Ventes
À sa sortie, Nidhogg se place directement à la troisième place du top 15 des ventes BD hors manga. L'album est tiré est à 68 000 exemplaires, dont 55 000 sont vendus en 2018.